# Canal Street (Manhattan)

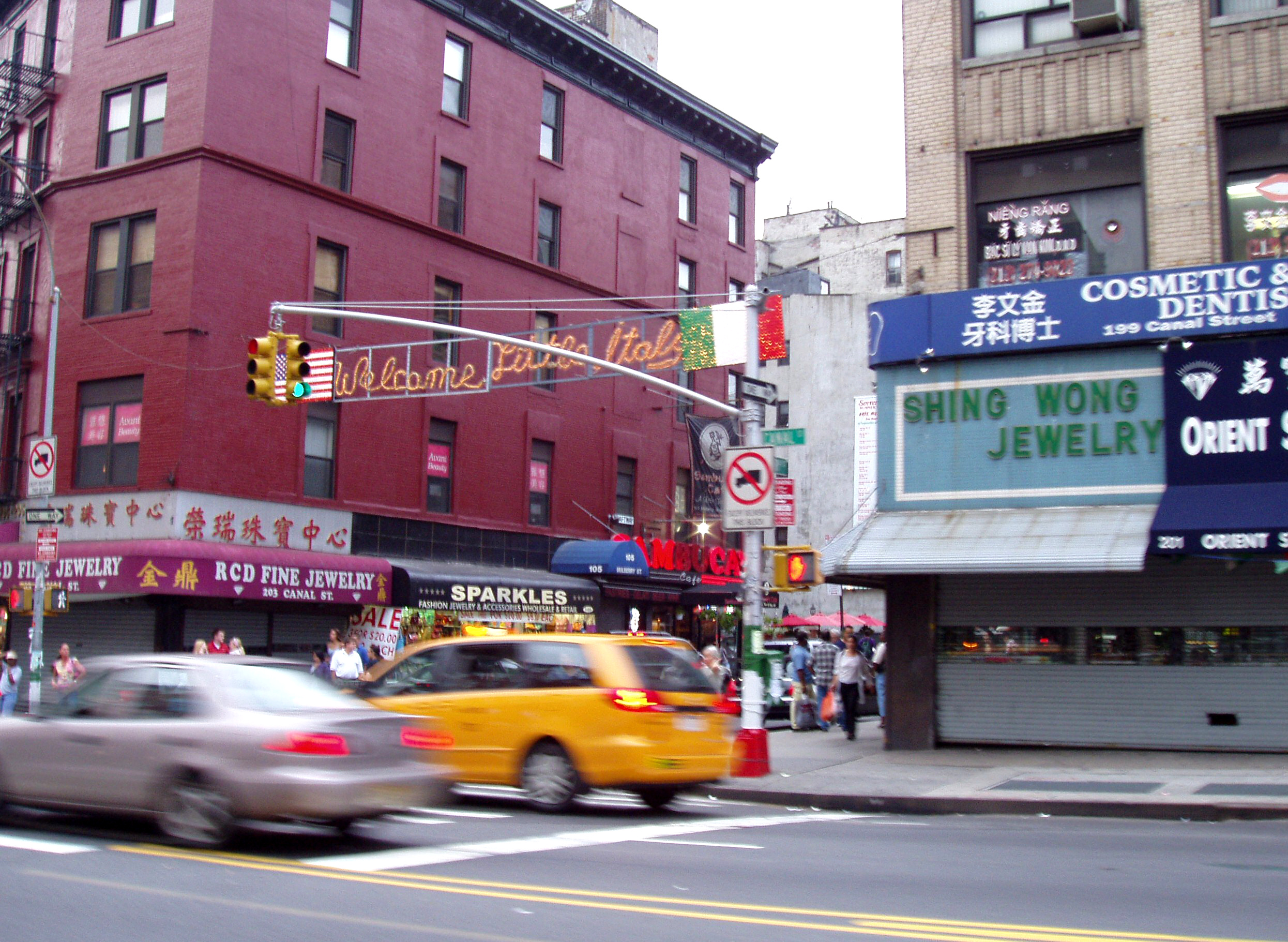
In New York City trifft Chinatown auf Little Italy auf der Canal Street

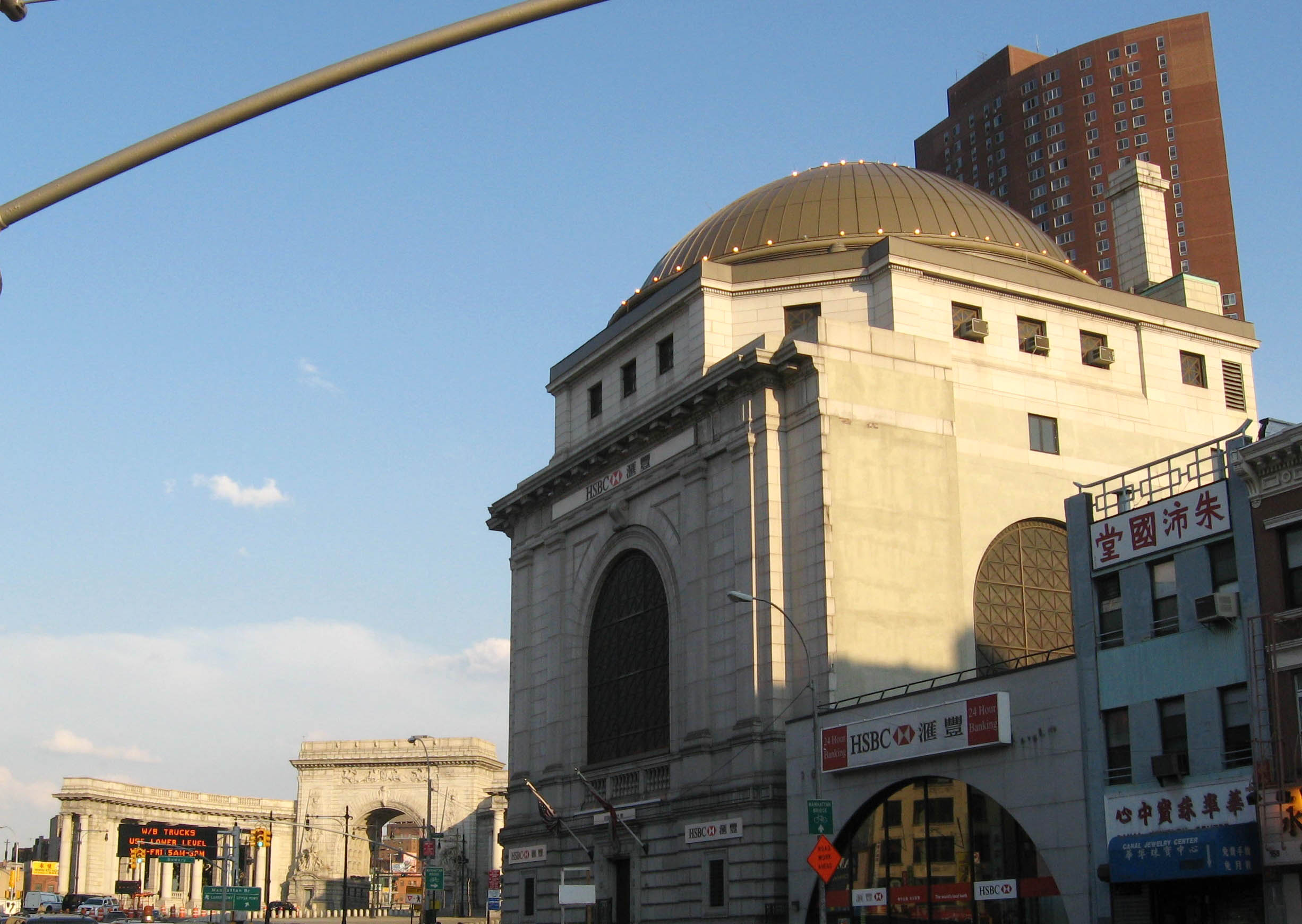
Die frühere Zentrale der Citizens Savings Bank

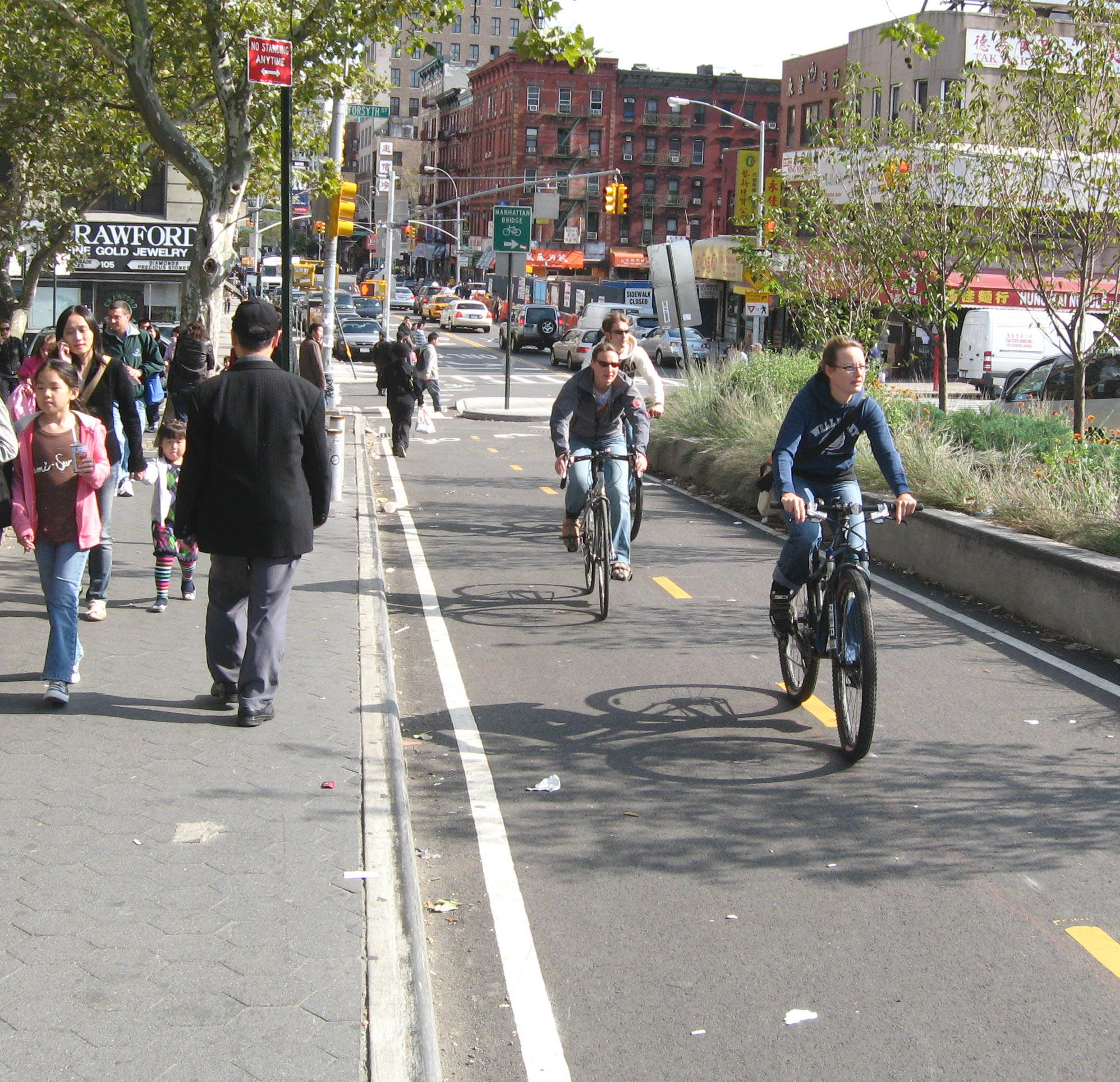
Auffahrt zur Manhattan Bridge

Die Canal Street (dt.: Kanalstraße) ist eine Hauptstraße im Süden des Stadtbezirks Manhattan in New York City.

## Lage
Die Canal Street durchquert Lower Manhattan und erschließt New Jersey im Westen über den Holland Tunnel und im Osten Brooklyn über die Manhattan Bridge und die Interstate 78. Sie ist die nördliche Grenze des Viertels Tribeca und die südliche Grenze des Viertels SoHo. Die Canal Street bildet darüber hinaus das Rückgrat von Chinatown und ist zugleich die Grenze zu Little Italy.

## Geschichte
Der Name Canal Street bezieht sich auf einen tatsächlichen Kanal, der im frühen 19. Jahrhundert hier angelegt wurde, um den Collect Pond in den Hudson River zu leiten.
Der Collect Pond (oder auch Fresh Water Pond) war anfangs ein Teich und Frischwasserreservoir, das durch eine eigene Quelle gespeist wurde. Als dann ansässige Handwerker, Brauereien, Firmen und Fleischer ihre Abfälle in den Collect Pond leiteten, wurde dieser zu einer Quelle für Infektionen und Krankheiten, wodurch der Bau des Kanals notwendig wurde. Nach der Fertigstellung des Kanals wurde der Teich 1811 aufgefüllt, was diese Gegend Manhattans jedoch noch sumpfiger machte, da es hier viele natürliche Quellen gab, die nun nirgendwo mehr abfließen konnten. Die Canal Street wurde 1820 fertiggestellt und folgte dem verwinkelten Weg des Kanals.
Die historischen Townhouses und Wohnhäuser, die entlang der Canal Street entstanden, wurden schnell baufällig. Der Ostteil der Canal Street befand sich in der Umgebung des berüchtigten Elendsviertels Five Points, so dass dort die Grundstückswerte in der Nähe dieses Slums deutlich geringer und die Lebensbedingungen viel schlechter waren.
Im frühen 20. Jahrhundert befand sich der Juwelenhandel rund um die Canal Street und die Bowery, zog dann aber in der Mitte des Jahrhunderts in die 47th Street, dem heutigen Diamond District. In den 1920er Jahren baute die Citizens Savings Bank an der Canal Street in der Bowery mit Blick auf den Manhattan Bridge Plaza ihre Zentrale, die heute ein Wahrzeichen dieser Gegend ist. Nach dem Ende der Radio Row in den 1960er Jahren war für über 25 Jahre der Abschnitt um die Sixth Avenue Hauptumschlagplatz für Elektroteile in New York City.
Heute ist die Canal Street eine belebte Einkaufsgegend voller Geschäfte und Straßenverkäufer im Westen sowie Banken und Juweliergeschäften im Osten. Viele Touristen und Anwohner sind hier täglich unterwegs, nutzen die Imbissstände und einfachen Geschäfte, die Parfum, Handtaschen, Eisenwaren etc. zu sehr günstigen Preisen verkaufen. Oft sind diese Dinge Grau-Importe oder billige Imitate von Markenprodukten (Elektronik, Kleidung, Accessoires), die als Originale verkauft werden – manchmal in Hinterzimmern. Schwarz hergestellte DVDs und CDs werden illegal an improvisierten Ständen, aus Koffern oder auf ausgebreiteten Decken verkauft. Auch regelmäßige Polizeirazzien können dies nicht verhindern.